# Division I i bandy 1938
Division I i bandy 1938 var Sveriges högsta division i bandy säsongen 1938. Södergruppsvinnarna Slottsbrons IF lyckades vinna svenska mästerskapet efter seger med 5-2 mot norrgruppsvinarna IFK Rättvik i finalmatchen på Stockholms stadion den 13 februari 1938.

## Upplägg
Antalet lag i Division I hade minskats. Gruppvinnarna i de två geografiskt indelade sexlagsgrupperna möttes i final. Inga lag flyttades ned till Division II denna säsong, utan istället var det beslutat att försöka med ett system där samma lag spelade två säsonger i rad i Division I, där man turades om att vara hemmalag respektive bortalag.

## Förlopp
Skytteligan vanns av Harald Törnqvist, Slottsbrons IF med nio fullträffar..

## Seriespelet

### Division I norra
| Nr | Lag          | S | V | O | F | +/-     | P |
| -- | ------------ | - | - | - | - | ------- | - |
| 1  | IFK Rättvik  | 5 | 4 | 0 | 1 | 14 - 7  | 8 |
| 2  | Västerås SK  | 5 | 3 | 2 | 0 | 9 - 5   | 8 |
| 3  | Bollnäs GIF  | 5 | 2 | 0 | 3 | 11 - 10 | 4 |
| 4  | Skutskärs IF | 5 | 1 | 2 | 2 | 5 - 6   | 4 |
| 5  | IK Huge      | 5 | 2 | 0 | 3 | 8 - 13  | 4 |
| 6  | IFK Uppsala  | 5 | 0 | 2 | 3 | 4 - 10  | 2 |

### Division I södra
| Nr | Lag            | S | V | O | F | +/-    | P |
| -- | -------------- | - | - | - | - | ------ | - |
| 1  | Slottsbrons IF | 5 | 4 | 1 | 0 | 12 - 1 | 9 |
| 2  | Nässjö IF      | 5 | 4 | 0 | 1 | 19 - 7 | 8 |
| 3  | IF Göta        | 5 | 3 | 1 | 1 | 9 - 4  | 7 |
| 4  | Köpings IS     | 5 | 2 | 0 | 3 | 7 - 17 | 4 |
| 5  | Örebro SK      | 5 | 0 | 1 | 4 | 9 - 19 | 1 |
| 6  | AIK            | 5 | 0 | 1 | 4 | 2 - 10 | 1 |

## Svensk mästerskapsfinal
- 13 februari 1938: Slottsbrons IF–IFK Rättvik 5–2 (Stockholms stadion)